# Heilig-Kreuz-Kirche (Wolfen)

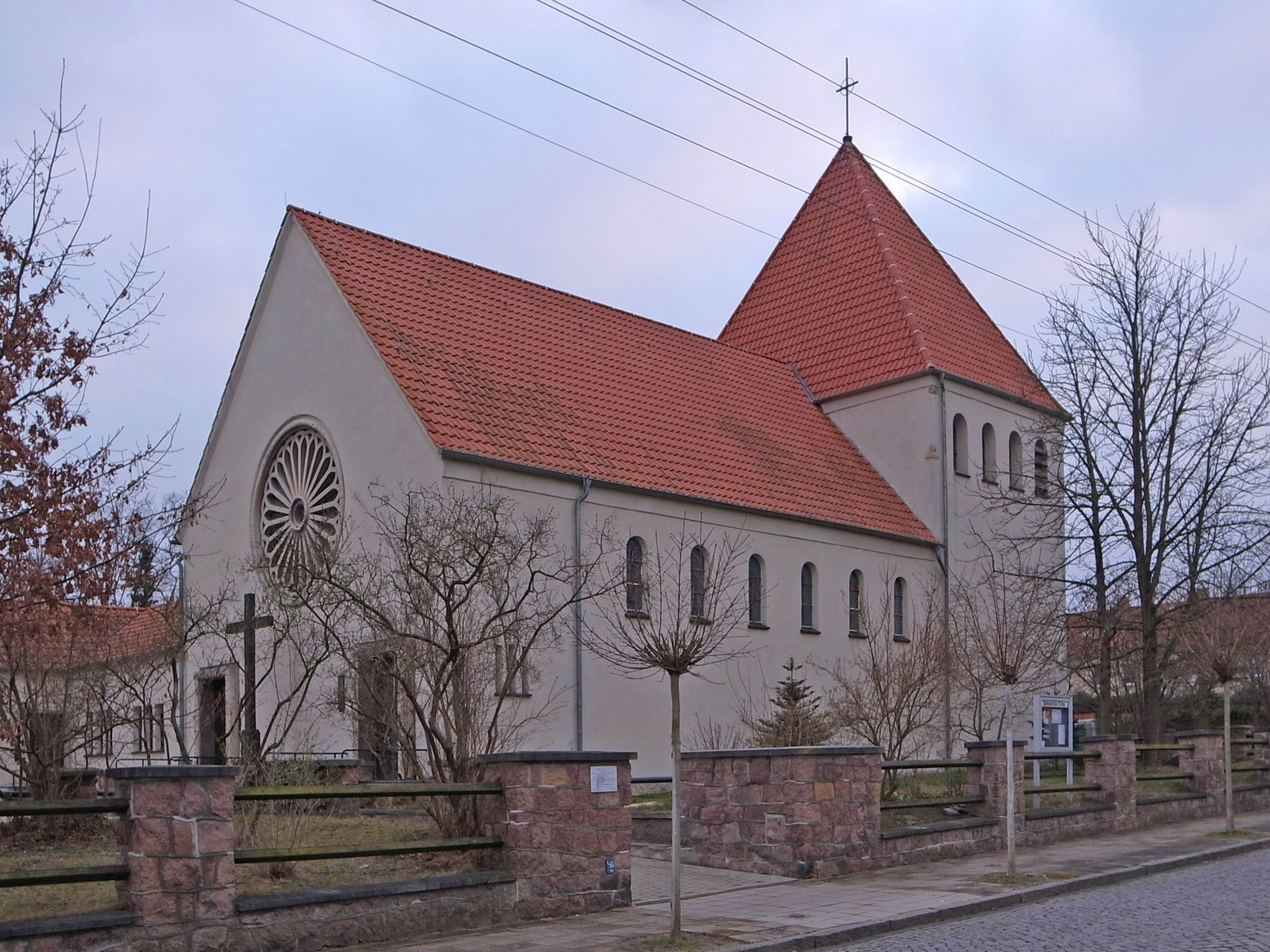
Heilig-Kreuz-Kirche

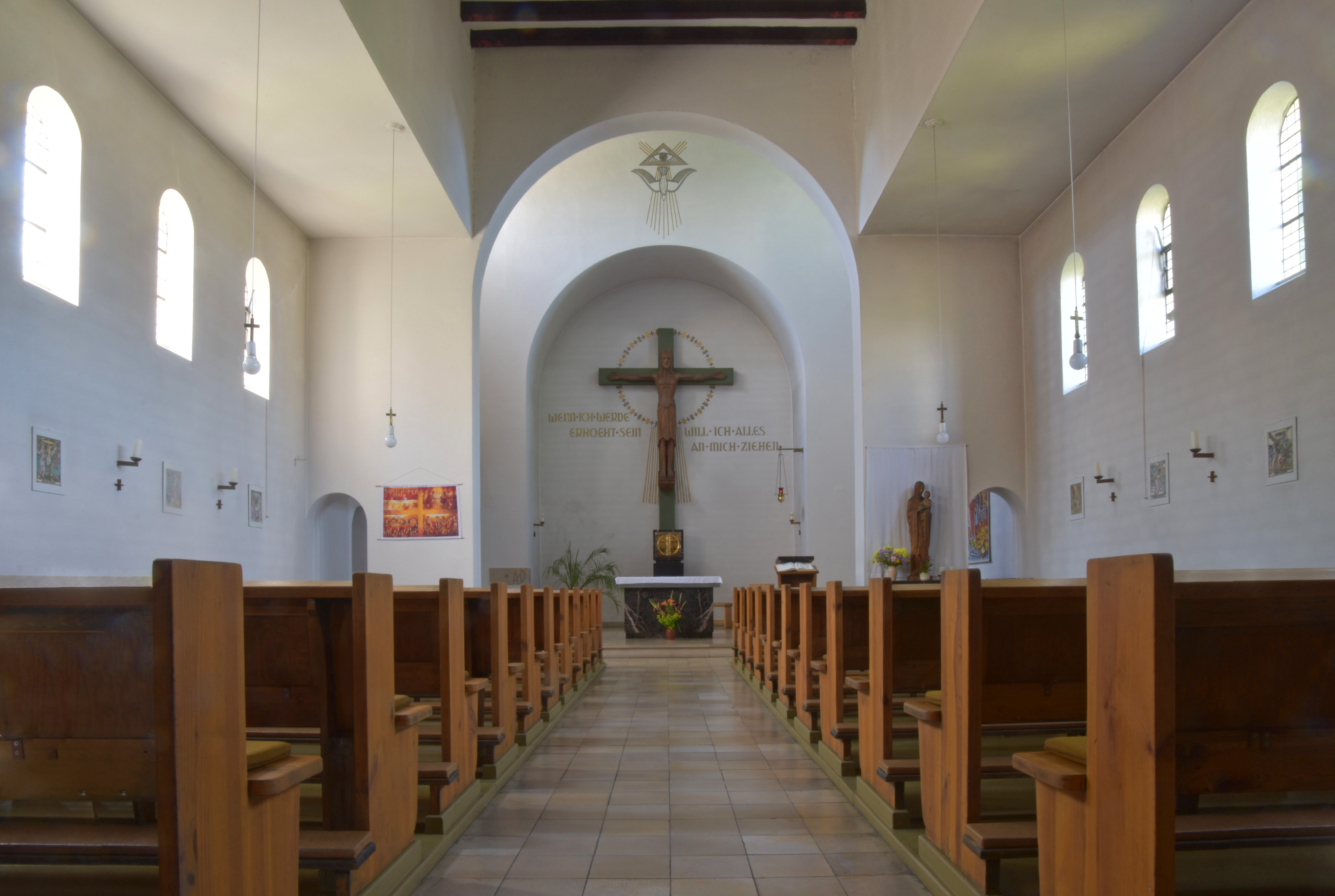
Inneres

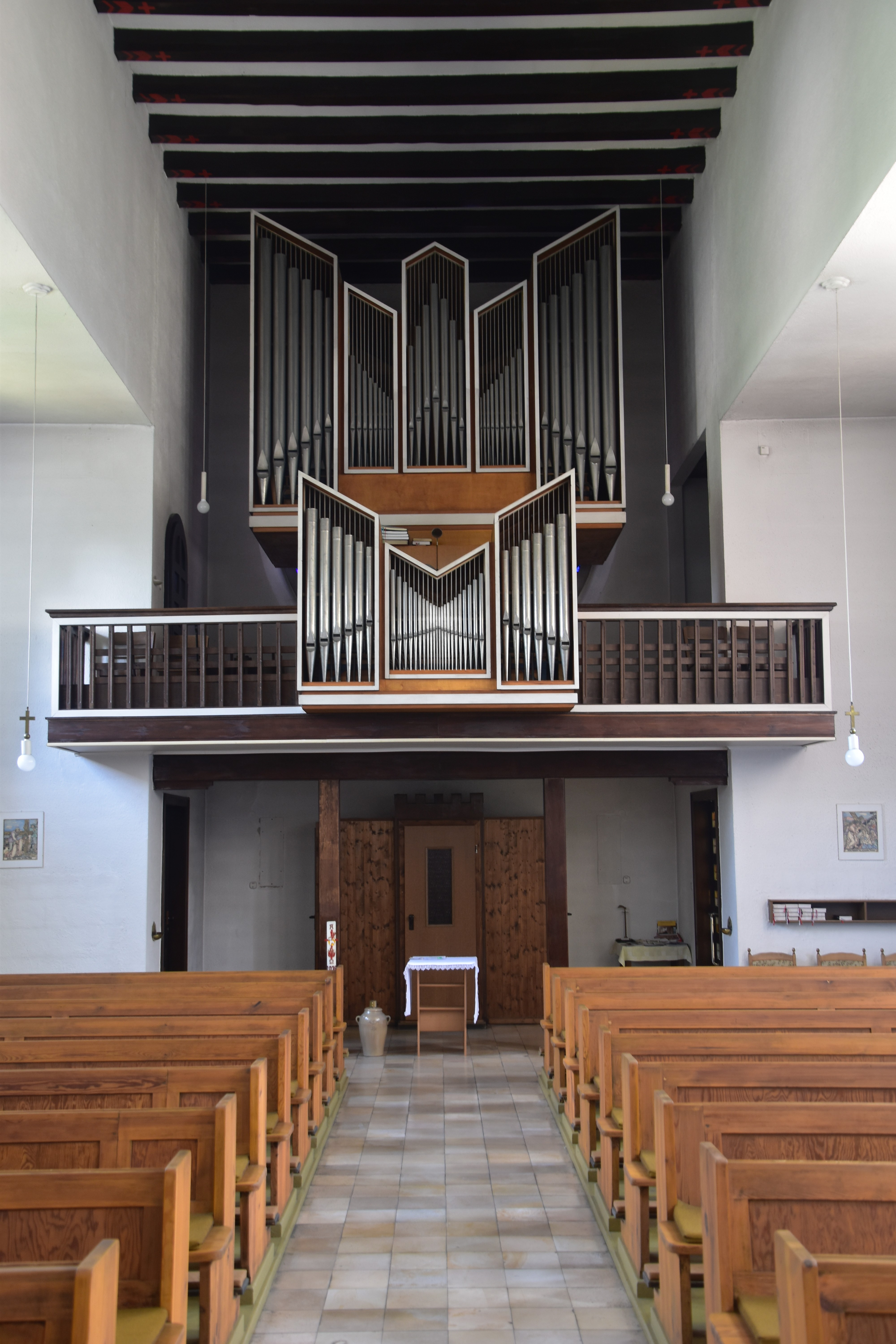
Blick zur Orgel

Die Heilig-Kreuz-Kirche ist eine römisch-katholische Kirche in Wolfen, einem Stadtteil von Bitterfeld-Wolfen im Landkreis Anhalt-Bitterfeld in Sachsen-Anhalt. Das nach dem Kreuz Jesu benannte Kirchengebäude gehört zur Pfarrei Edith Stein Wolfen-Zörbig mit Sitz in Wolfen im Bistum Magdeburg. Das Kirchengebäude steht auf dem Grundstück Kirchstraße 28 und als Baudenkmal unter der Erfassungsnummer 094 95707 unter Denkmalschutz.

## Geschichte
1934 bekam Wolfen mit dem Neupriester Josef Kinold einen eigenen Geistlichen, der anfangs noch seinen Sitz in Greppin hatte. Dadurch wurde in Wolfen eine katholische Gemeinde gegründet, die Katholiken in Wolfen gehörten zuvor zur Filialkirchengemeinde (Pfarrvikarie) Greppin. Von 1934 an wurden in Wolfen auch katholische Kirchenbücher geführt. Am 8. September 1934 erfolgte die Benediktion einer Kapelle, die in einer ehemaligen Isolierbaracke eingerichtet worden war. Mit einer Urkunde vom 18. Juli 1935 errichtete der Erzbischof die Filialvikarie Wolfen aus Ortschaften der Pfarreien Bitterfeld und Dessau.
An der Dietrich-Eckart-Straße, der heutigen Kirchstraße, wurde ein Bauplatz für den Kirchbau erworben, da die Kapelle von Anfang an für die Besucherzahl zu klein war. 1937 erteilte das Generalvikariat die Genehmigung zum Bau der Kirche, der 1938 erfolgte. Architekt der Kirche war Johannes Reuter aus Bitterfeld. Am 18. Mai 1939, dem Hochfest Christi Himmelfahrt, vollzog Augustinus Philipp Baumann, der Weihbischof des Erzbistums Paderborn, zu dem Wolfen damals gehörte, die Kirchweihe. Die Kirche, eine nach Westen orientierte Pseudobasilika mit Chorturm, bekam das Patrozinium Exaltatio Crucis (Kreuzerhöhung). Am 15. Juli 1939 wurde das Pfarrhaus bezogen. Am 1. März 1940 folgte die Erhebung der Filialvikarie Wolfen zur Filialkirchengemeinde mit eigenem Kirchenvorstand. Später, vermutlich am 1. Juni 1943, wurde die Filialkirchengemeinde Wolfen zur Pfarrei erhoben. 1964 wurde ihre Orgel geweiht.
Seit dem 1. Januar 1996 bildeten die Pfarreien Heilig Geist (Greppin), St. Norbert (Jeßnitz), St. Michael (Raguhn) und Heilig Kreuz (Wolfen) einen Pfarrverband, aus dem am 12. März 2004 die Pfarrei Edith Stein gebildet wurde, die ihren Sitz in Wolfen hatte und nach dem gleichnamigen Gemeindezentrum in Wolfen-Nord benannt wurde. Eine Neugliederung der Dekanate fand im Bistum Magdeburg am 1. Januar 2009 statt. Wolfen wechselte vom Dekanat Wittenberg, das damals aufgelöst worden war, zum neugegründeten Dekanat Dessau, wo Wolfen bis zur Auflösung der Dekanatsstrukturen am 31. August 2023 blieb. Am 28. November 2010, dem 1. Sonntag im Advent, erfolgte die Fusion der Pfarreien Edith Stein (Wolfen) und St. Antonius (Zörbig) zur heutigen Pfarrei Edith Stein Wolfen-Zörbig.